# À jour

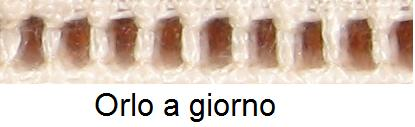
Sfilatura di 4 fili

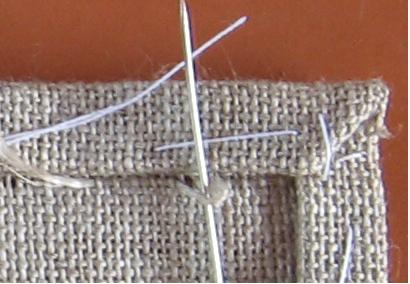
Sfilatura unica

Nel cucito e nel ricamo, à jour è la denominazione francese di un punto molto diffuso in ogni genere di opera. Il nome è dovuto al fatto che la sua lavorazione richiede la sfilatura di almeno un filo di trama o di ordito e produce una leggera trasparenza in quella zona del tessuto. In lingua italiana il suo nome è punto a giorno.
"I vuoti che si producono sul tessuto tirandone via dei fili per un'altezza più o meno grande, poi raggruppando i fili che rimangono liberi sulla fascia che abbiamo così reso più trasparente, portano il nome di jours; le parti ornate in questo modo si dicono à jour ".

## Utilizzo

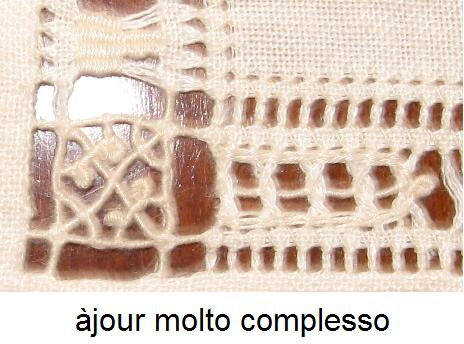
À jour in tre ordini

Il punto a giorno nasce come punto utile, infatti ha la funzione di fissare gli orli per evitare la sfilatura disordinata del tessuto. Il punto si esegue da sinistra a destra sul rovescio del lavoro dopo aver eseguito almeno una sfilatura che garantisce un orlo diritto e regolare.
Era tradizionalmente usato come rifinitura di tutti i capi di biancheria per la casa sia eseguito a mano che a macchina o nelle produzioni industriali, ora viene sostituito generalmente da una cucitura diritta a macchina. I capi orlati o guarniti da à jour sono di solito eseguiti a mano e su ordinazione.
Più fasce di à jour semplice compongono l'à jour composto che si utilizza con funzione decorativa soprattutto su oggetti d'arredamento e di biancheria per la casa. Esso si esprime in una grande varietà di composizioni anche molto complesse e raffinate, fino a costituire quasi un merletto.

## Ajourés

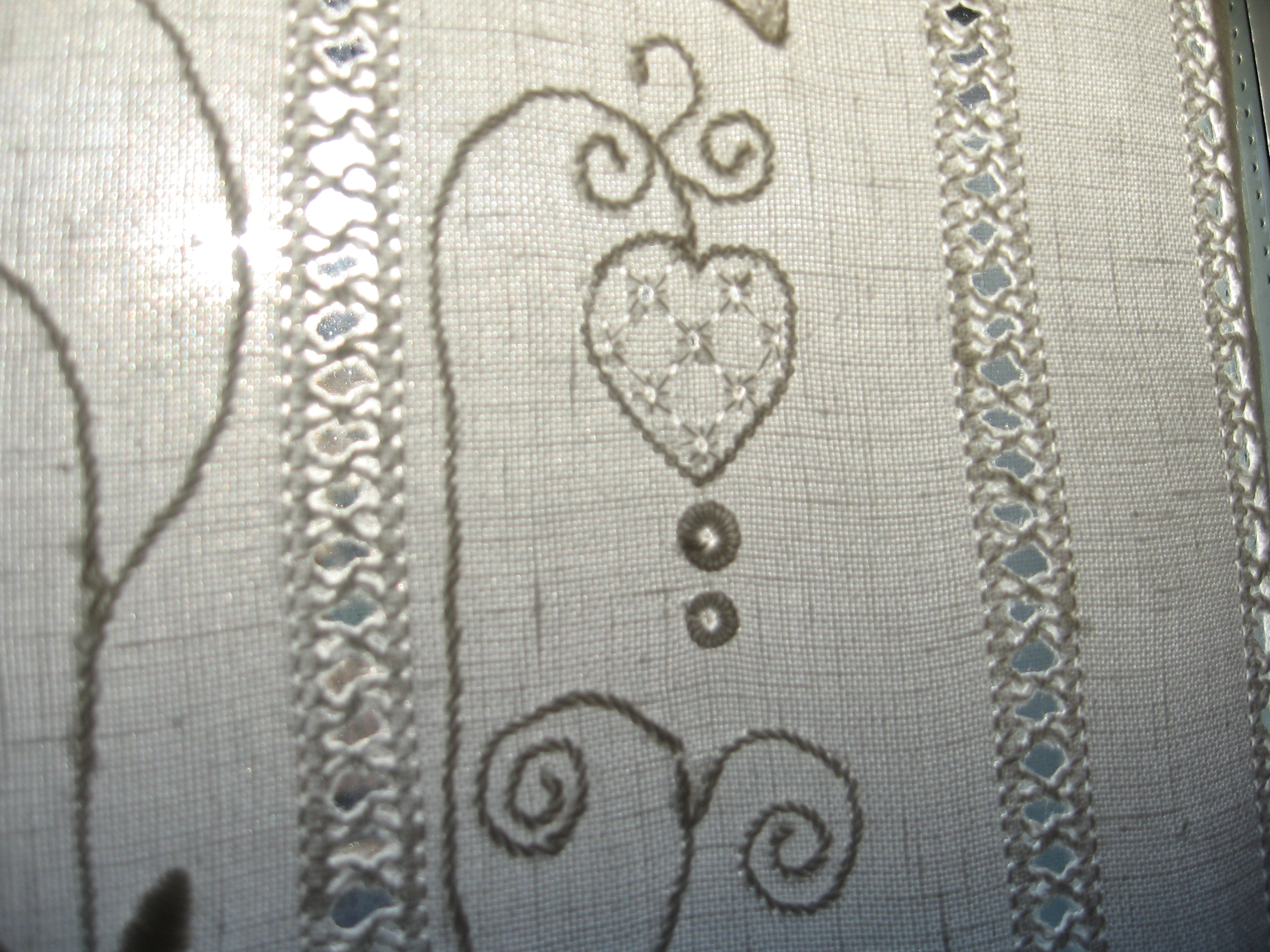
Gigliuccio e ajouré

Gli ajourés sono aree più o meno estese in cui il lavoro viene eseguito a fili contati ma senza l'ausilio di sfilature. Con un filato molto robusto e sottile si eseguono dei punti che serrano fortemente alcuni gruppi di fili; si produce in questo modo un effetto di trasparenza che ricorda un piccolo l'à jour. 
Questo tipo di ricamo ha funzione squisitamente ornamentale e viene spesso usato come fondo per l'esecuzione di rilievi come ad esempio le cifre che personalizzano la biancheria fine. Richiede molta precisione l'esecuzione su una trama regolare, ben visibile, e spesso l'uso del telaio. in italiano sono chiamati retini.

## Galleria d'immagini

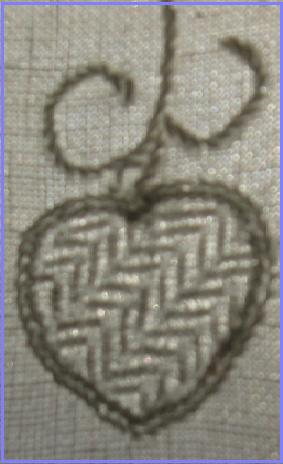
Ajouré cuore
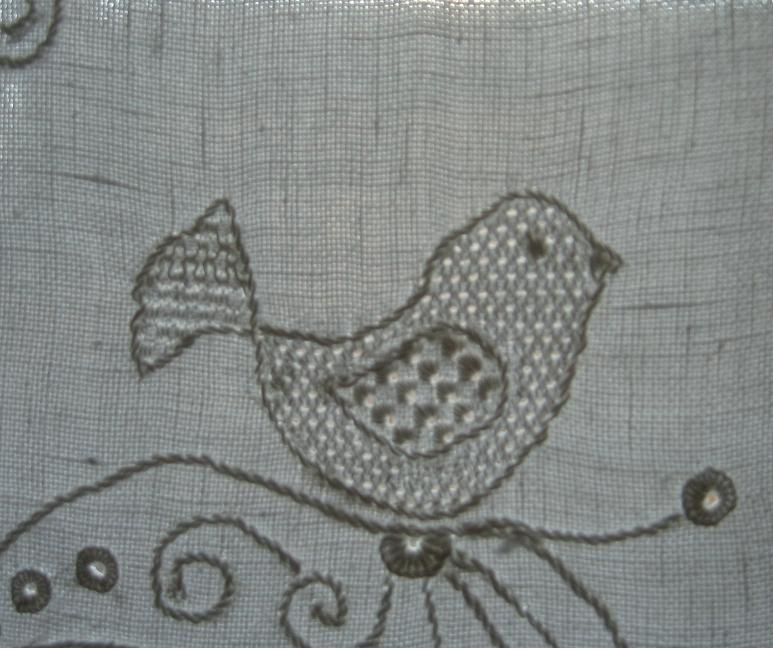
Ajouré uccellino
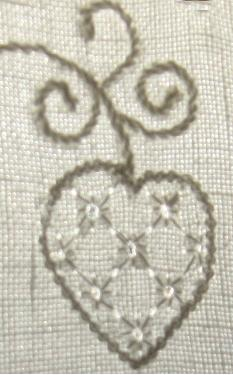
Ajouré cuore étoile
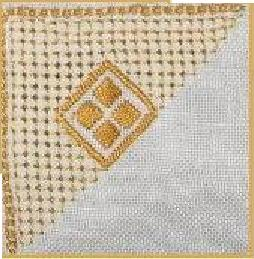
Il punto rodi fa da sfondo ad un motivo a punto reale